# تزمنت الغربية
قرية تزمنت الغربية هي إحدى القرى التابعة لمركز بنى سويف في محافظة بني سويف في جمهورية مصر العربية. حسب إحصاءات سنة 2006، بلغ إجمالي السكان في تزمنت الغربية 4454 نسمة، منهم 2285 رجل و2169 امرأة.